# 古德飞罗氏菌属
古德飞罗氏菌属（学名：Goodfellowiella）是伪诺卡氏菌科下的一个属。

## 下属物种
本属包括以下物种：
- 暗紫色古德费罗氏菌 Goodfellowiella coeruleoviolacea (Preobrazhenskaya & Terekhova, 1987) Labeda et al., 2008